# Orlando Anderson
Orlando Tive "Baby Lane" Anderson (Compton, 13 de agosto de 1974 – Willowbrook, 29 de maio de 1998), foi um criminoso americano, membro da gangue californiana Crips e conhecido por ser o suposto assassino do rapper Tupac Shakur.

## Morte
Orlando morreu em 29 de maio de 1998, aos 23 anos de idade, quando foi alvejado por vários tiros num tiroteio após uma discussão com membros de uma gangue. Foi resgatado pela ambulância, mas morreu no hospital.